# Process- och instrumentdiagram

Exempel på P & I-diagram

Process- och instrumentdiagram, vanligen förkortat P & I-diagram, är ett utökat flödesschema som är vanligt förekommande inom processindustrin för att kartlägga styr- och reglersystemen och deras funktion i processen. Ett P & I-diagram, som är enklare utfört än ett förbindningsschema, visar hur rör, pumpar, ventiler, mätinstrument, regulatorer och annan utrustning är placerade i processflödet och förbundna med varandra utan att därför gå in på detaljnivå. Det räcker att veta att det sitter en termometer vid en viss del av processen, individnumret kan sedan användas för att hitta förbindningsschemat för just den utrustningen om så skulle krävas.
Symbolerna som används bygger oftast på en eller flera standarder som sedan dessutom utökats med lokalt efter behov och kreativitet. Till de vanligare står Svensk Standard/ISO och Standard Solutions Group (tidigare Skogsindustrins Teknik AB) som utgivare:
SS-ISO 3511-3, där även bokstavsbeteckningarna för instrumenttyper återfinns.
ISO 14 617 (tänkt att ersätta 3511-3)
SSG 5270
SSG 5271
SSG 5276